# Zellcheming
Der Verein Zellcheming ist eine Vereinigung von Zellstoff- und Papier-Chemikern sowie Ingenieuren. Er wurde 1905 in Darmstadt auf Initiative von Carl Gustav Schwalbe (1871–1938) gegründet und ist somit laut eigener Aussage der älteste technische/wissenschaftliche Verein in dieser Branche.
Seine Mitglieder kommen aus der Wissenschaft und der Zellstoff- sowie Papierverarbeitungs- und Herstellungsindustrie. Sein Ziel ist es, die Wissenschaft in der Zellstoff- bzw. Papierindustrie voranzutreiben. Sitz des Vereins ist Darmstadt.

## Hauptversammlung
Jedes Jahr hält der Verein seine Hauptversammlung in der letzten Juniwoche ab. Die begleitende Industrieausstellung, die Zellcheming-Expo, ist die größte jährliche Messe für die Zellstoff-, Papier- und Papierzulieferindustrie in Mitteleuropa.
2008 hatte die Zellcheming-Expo 301 Aussteller und 3.621 Besucher.

## Fachausschüsse
Der Verein ist in folgende Fachausschüsse untergliedert:
- Cellulose und Cellulosederivate (CELL)
- Chemische Additive (CHAD)
- Zellstofferzeugung (CHEP)
- Gestrichene Druckpapiere und gestrichener Karton (COAT)
- Papier- und Kartonveredelung (CONV)
- Aus- und Weiterbildung (EDUC)
- Anlagen- und Energietechnik (ENEN)
- Umweltfragen (ENVI)
- Holzstofferzeugung (MECP)
- Karton- und Pappenerzeugung (PBTC)
- Papiererzeugung (PMAK)
- Altpapierverwertung (RECO)
- Arbeitsschutz (SAFE)
- Halbstoff- und Papierprüfung (TEST)

Die in Klammern angegebenen Abkürzungen wurden von den englischen Bezeichnungen der einzelnen Fachausschüsse abgeleitet.

## Auszeichnungen
Zum einhundertsten Geburtstag des Chemikers Alexander Mitscherlich (1836–1918) stiftete der Zellcheming im Jahre 1936 die Alexander-Mitscherlich-Denkmünze, um herausragende Arbeiten auf dem Bereich der Zelluloseforschung und der Zellulosechemie zu ehren. Erster Preisträger war 1936 der Papiertechnologe Walter Brecht. Weitere Preisträger sind: Emil Heuser (1882–1953), Cellulosechemiker (1952); Rudolf Patt, langjähriger Professor am Institut für Holzchemie und chemische Technologie des Holzes in Hamburg (1999).
Im Jahre 1976 wurde von der Zellcheming die Walter-Brecht-Denkmünze zu Ehren des langjährigen Leiters des Darmstädter Institutes für Papierfabrikation gestiftet, um herausragende Leistungen auf dem Gebiet der Papierforschung auszuzeichnen. Preisträger sind unter anderem: Helmut Stark von der Universität Graz (1999); Erwin Krauthauff, langjähriger Vorsitzender der INGEDE (2002).